# Алоян Михайло Суренович
Михайло Суренович Алоян  (рос. Михаил Суренович Алоян (при народженні Міша Суренович Алоян); 23 серпня 1988) — російський професійний боксер вірменського походження, виступає у легшій вазі, призер Олімпійських ігор, чемпіон світу та Європи серед аматорів. За національністю єзид.

## Аматорська кар'єра
2008 року на Кубку світу в категорії до 51 кг Міша Алоян став першим, здобувши перемоги над Вінченцо Пікарді (Італія) — 14-4 і Андрі Лаффіта (Куба) — 20-6.
На чемпіонаті світу 2009 здобув чотири перемоги і став бронзовим медалістом, програвши у півфіналі Нямбаярин Тегсцогт (Монголія) — 7-8.
На чемпіонаті Європи 2010 здобув чотири перемоги і став чемпіоном.
На чемпіонаті світу 2011 в категорі до 52 кг став чемпіоном.
- В 1/16 фіналу переміг Отенг Отенг (Ботсвана) — 18-5
- В 1/8 фіналу переміг Робейсі Раміреса (Куба) — 15-11
- У чвертьфіналі переміг Ельвіна Мамішзаде (Азербайджан) — 14-12
- У півфіналі переміг Роші Воррена (США) — 17-13
- У фіналі переміг Ендрю Селбі (Уельс) — 13-12

### Олімпійські ігри 2012
- У другому раунді змагань переміг Саміра Брахімі (Алжир) — 14-9
- У чвертьфіналі переміг Хав'єра Сінтрона (Пуерто-Рико) — 23-13
- У півфіналі програв Нямбаярину Тегсцогту (Монголія) — 11-15

На Універсіаді 2013 Алоян здобув три перемоги, а у фіналі несподівано програв Енхделгер Хархуу (Монголія).
На чемпіонаті світу 2013 вдруге став чемпіоном.
- В 1/16 фіналу переміг Александра Александрова (Болгарія) — 3-0
- В 1/8 фіналу переміг Отенг Отенг (Ботсвана) — 3-0
- У чвертьфіналі переміг Шахрійора Ахмедова (Таджикистан) — 3-0
- У півфіналі переміг Чатчай Бутді (Таїланд) — 3-0
- У фіналі переміг Жасурбека Латіпова (Узбекистан) — 2-1

### Олімпійські ігри 2016
- У другому раунді змагань переміг Елі Конкі (Франція) — 3-0
- У чвертьфіналі переміг Сейбера Авіла (Колумбія) — 3-0
- У півфіналі переміг Ху Цзяньгуань (Китай) — 3-0
- У фіналі програв Шахобідіну Зоїрову (Узбекистан) — 0-3

У грудні 2016 року Спортивний арбітражний суд ухвалив рішення позбавити Алояна олімпійської медалі через позитивну допінг-пробу, взяту під час змагань на Літніх Олімпійських іграх 2016. У червні 2017 року Спортивний арбітражний суд відхилив апеляцію Алояна.

| Олімпіада   | Дисципліна | Місце               |
| ----------- | ---------- | ------------------- |
| Лондон 2012 | до 52 кг   | 3                   |
| Ріо 2016    | до 52 кг   | 2 (дискваліфікація) |

## Професіональна кар'єра
Після скандалу з допінгом дебютував у профібоксі 11 травня 2017 року.
У своєму третьому бою 9 грудня 2017 року проти нікарагуанського боксера Гермогенеза Кастільйо завоював вакантний титул інтерконтинентального чемпіона WBA у легшій вазі.
Взяв участь у 2-му сезоні Всесвітньої серії боксу і 13 жовтня 2018 року у чвертьфіналі турніру зазнав поразки за очками від чемпіона WBO південноафриканця Золані Тете.